# Edvard Petersen
Edvard Frederik Petersen (født 4. februar 1841 i København, død 5. december 1911 sammesteds) var en dansk genre- og landskabsmaler, bror til Ludvig A. Petersen.
Edvard Petersen var søn af skibsbygmester og tegnelærer ved Kunstakademiet Zacharias Petersen (1811-1870) og Emilie Sophie født Thortsen (1818-1876). Edvard Petersen vandt Akademiets sølvmedaljer (1862-64) og udstillet siden 1859. Han var næsten i 20 år væsentlig landskabsmaler, hvortil han uddannede sig under påvirkning af Vilhelm Kyhn; hans arbejder vandt snart almindelig opmærksomhed, to gange fik han den Neuhausenske Præmie i 1867 og 1873 og to gange Den Sødringske Opmuntringspræmie, 1868 og 1870. 
Rejser
I 1875 rejste han med Akademiets store stipendium over Holland og Belgien til Paris, hvor han traf sin ven Theodor Philipsen. Sammen foretog de en rejse til Normandiet og gjorde studier der. I november samme år fortsatte Petersen over Schweiz til Italien, hvor Philipsen senere stødte til igen, og han bosatte sig her til 1880. I foråret 1876 tog han ophold i bjergbyerne Frascati og Palestrina og malede her sammen med Axel Helsted, som han også med årene kom til at stå nær. I Italien fik han stedse stigende lyst til figurmaleriet og gik gradvis væk fra landskabsmaleriet, så at menneskeskikkelsen, fra i tidligere arbejder at have været staffage, mere og mere gik over til at være hovedsagen, selv om han stadig foretrækker friluftsmotiver. 
Efter at han havde fået Det anckerske Rejselegat i 1883 var han 1883–1885 atter i Italien. Fra Piazza dei Cappuccini (1879), (Sildetiden ved Højbro (1882) og Fra Grønttorvet (1883) var afgjort genrebilleder med mange figurer.
|  |  | I Udvandrere på Larsens Plads (1890) trådte en tydeligere handling frem i de større figurer, og dette endnu mere i et sidestykke dertil, En hjemkomst (udstillet 1898). På det førstnævnte billede vandt Petersen den første årsmedalje; på Legende børn under en skrænt blev han året efter medlem af Akademiets Plenarforsamling og fik derpå i 1892 også sæde i Akademiraadet. Statens Museum for Kunst ejer et landskabsmaleri, Aften. |

Ikke få billeder har han solgt såvel til Københavns som til provinsernes kunstforeninger. Petersen har raderet adskillige blade. 1890 og 1891 vandt han Eckersberg Medaillen, og i 1894 fik han titel af professor.
Han er begravet på Holmens Kirkegård.

## Billeder
| - Andre værker af Edvard Petersen - Parti fra Høsterkøb, 1863 - Høstscene, i baggrunden en regnbue, 1873 - Morgensolen bryder gennem i granskoven, 1873 - Hollandsk landskab. En pige vasker ved en kanal, 1876 - Frascati, 1877 - Pladsen foran Kapucinerklosteret, 1879 - En triumfbue i Rom, 1881 - Fiskerkone, studie, 1882 - Amagerkoner sælger grøntsager på Højbro Plads, 1883 - Torvet i Sulmona Mellem 1856 og 1903 - Ved Kapucinerklosteret i Rom, 1911 |